# Friedenskirche (Mönchengladbach-Eicken)

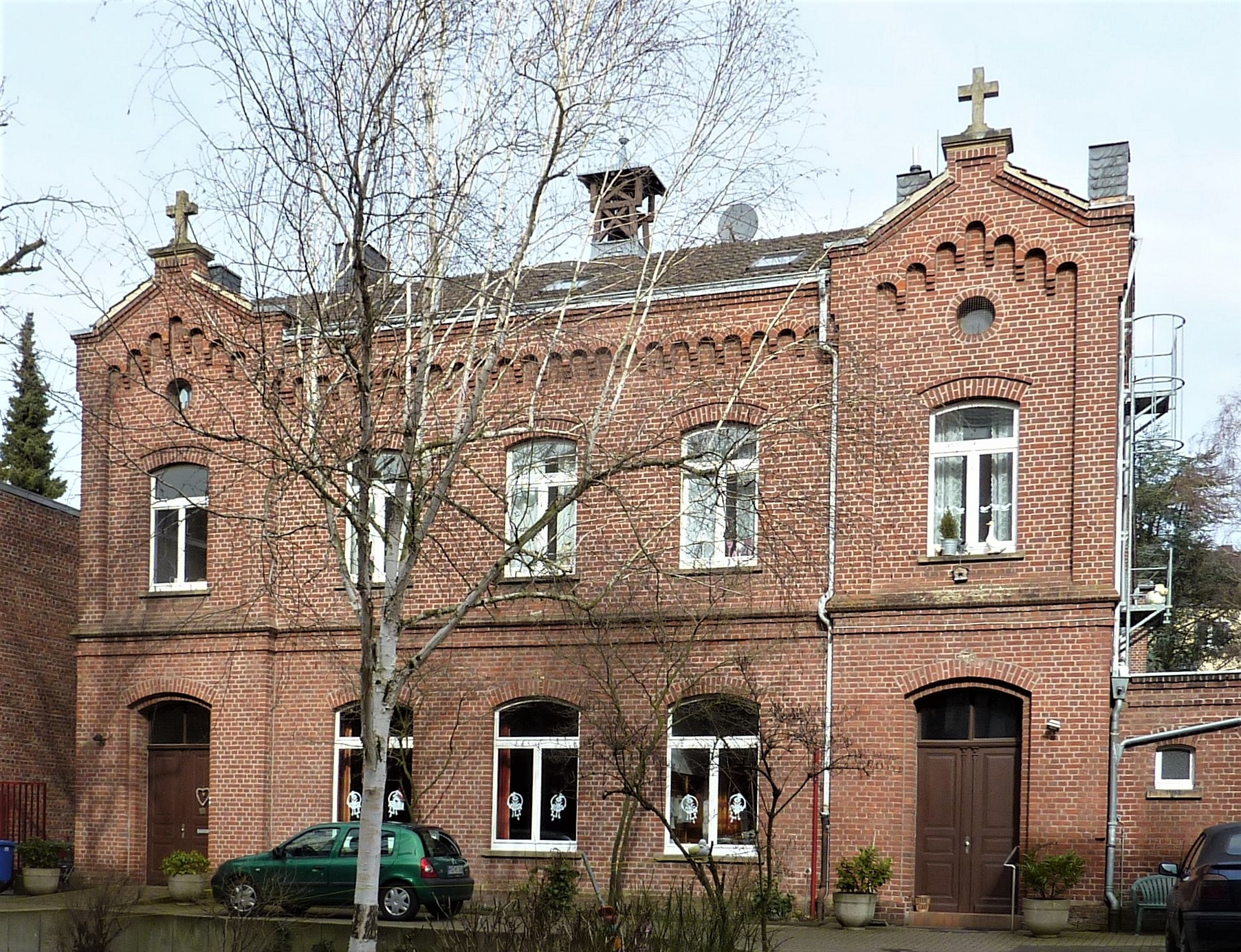
Die evangelische Friedenskirche in Mönchengladbach-Eicken (1885), auf dem Dach der Glockenstuhl von 1887

Die evangelische Friedenskirche steht in Mönchengladbach (Nordrhein-Westfalen) im Stadtteil Eicken, Margarethenstraße 20. Das bis 1953 „Betsaal“ genannte Gebäude wurde 1885 erbaut. Zu den Besonderheiten dieser Kirche gehört, dass sie zwei spielbare Hauptorgeln, eine romantische und eine neobarocke, besitzt. Ein bemerkenswertes kirchengeschichtliches Ereignis war der sogenannte „Schlosserkrieg“, der sich hier 1938/1939 während des Kirchenkampfes im Dritten Reich zwischen Bekennenden und Deutschen Christen abspielte.

## Baugeschichte

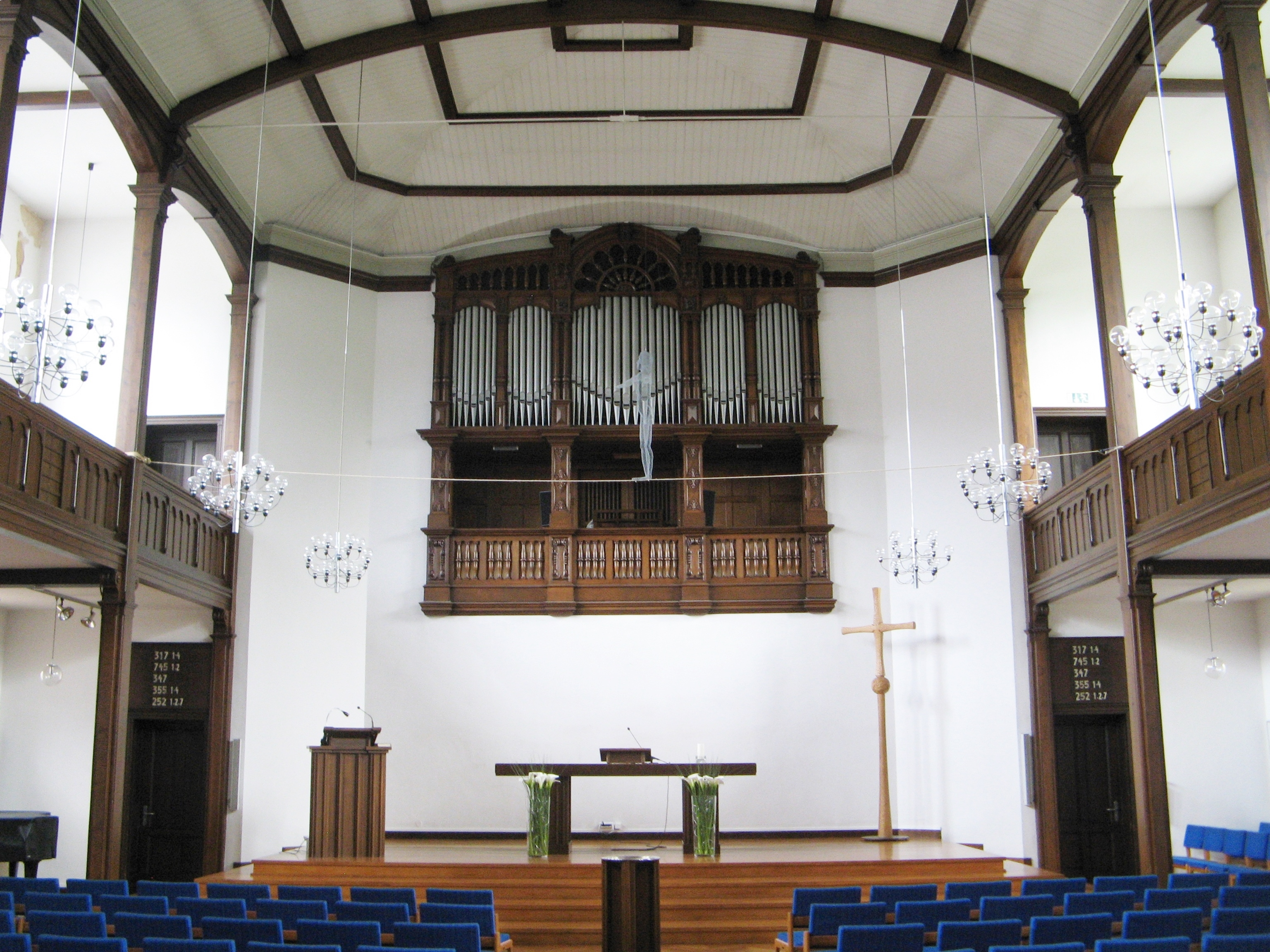
Innenraum der Friedenskirche

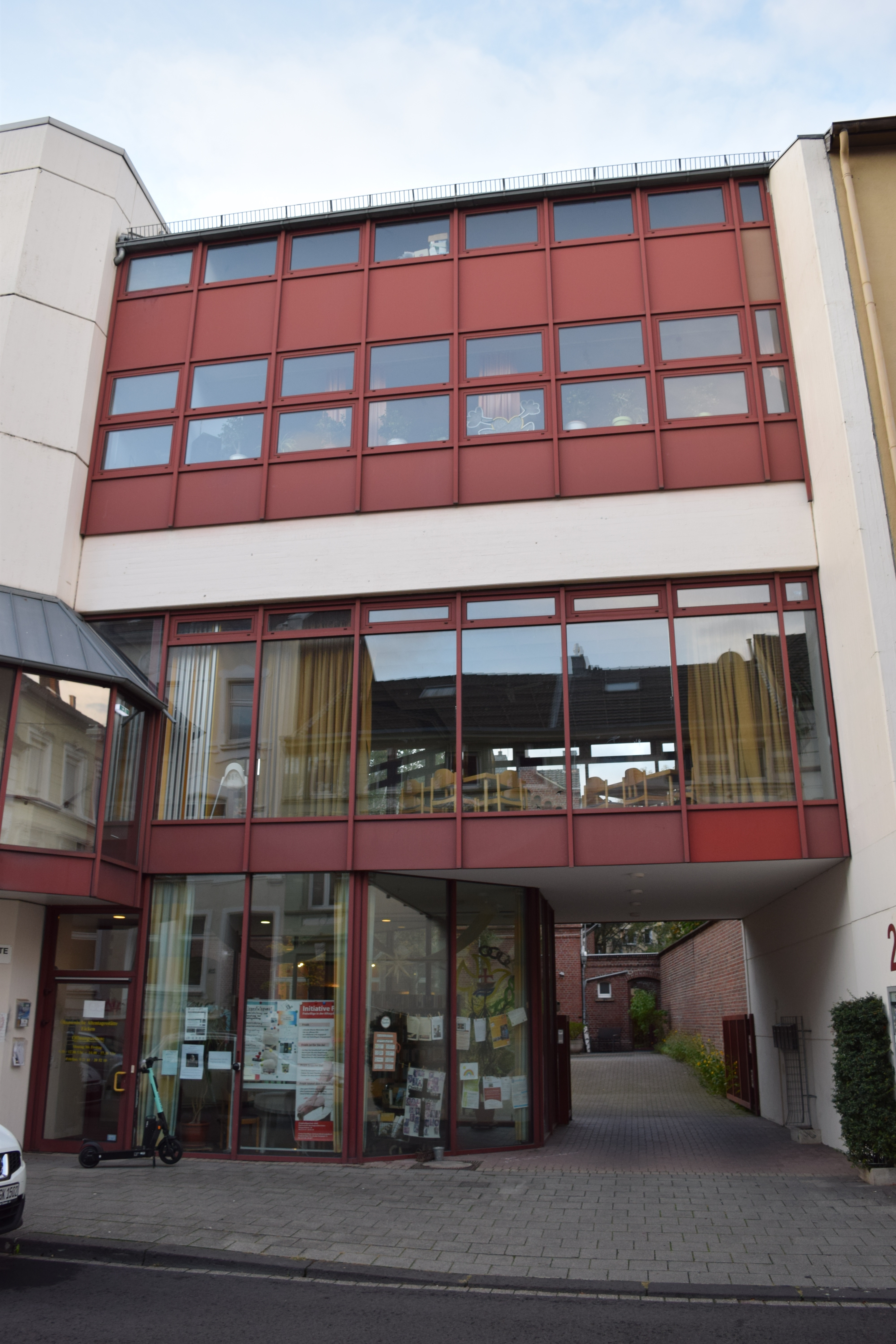
Das Gemeindezentrum von 1985 an der Straßenfront

Im 19. Jahrhundert wuchs die Bevölkerung von Gladbach durch Textilindustrie stark an. Das galt auch für die Zahl der Evangelischen – hier vor allem durch zugezogene Facharbeiter und Unternehmer aus dem Bergischen Land – so dass 1857 eine zweite, 1881 eine dritte Pfarrstelle eingerichtet werden musste. Auch die 1847–1852 neu erbaute evangelische Kirche in der Stadtmitte, später Christuskirche genannt, konnte bald die Gottesdienstbesucher nicht mehr aufnehmen. So fasste man den Plan zum Bau einer zweiten Gottesdienststätte.
Nun hatte eine Spenderin, Frau Geheimrat Altgelt, der Gemeinde eine größere Summe zum Bau einer „Klein-Kinder-Schule“ zur Verfügung gestellt. Darum entschied man, Kindergarten und neue Kirche zusammen zu erbauen. Von dem gespendeten Geld kaufte man ein großes Grundstück an der Margarethenstraße und der Gladbacher Architekt W. Weigelt wurde mit dem Bau beauftragt. Weigelt konzipierte einen Kindergartenraum und dahinter, nur durch eine Rollladenwand getrennt, die man bei Bedarf öffnen konnte, eine Hallenkirche. Am 15. März 1885 wurden Betsaal und „Klein-Kinder-Schule“ durch den damaligen Pfarrer und Superintendenten Hermann Otto Zillessen eingeweiht. Nach wenigen Jahren wurde der Betsaal zu klein, so dass Weigelt ihn 1892 auf 26,5 m Tiefe erweiterte, indem er die Ostwand nach hinten verlegte; außerdem baute er Emporen ein.
1887 wurde auf dem Dach ein kleiner Glockenstuhl errichtet, der die Glocke des ersten, 1852 abgerissenen evangelischen Gotteshauses von Mönchengladbach, des Betsaals von 1684, aufnahm. Diese Glocke stammt aus dem Jahr 1686 und trägt die Inschrift: Kirchen Siegel der Refermieten  zu Gladbach 1686; „Refermieten“ ist verschrieben für „Reformierten“. Im Ersten Weltkrieg gelang es dem Presbyterium, die Glocke unter Denkmalschutz stellen zu lassen, um ihre Ablieferung und Einschmelzung zu vermeiden. Im Zweiten Weltkrieg musste die Glocke 1942 dennoch abgeliefert werden und alle Versuche, sie durch Tauschobjekte zu retten, schlugen fehl; doch blieb die Glocke in Ostdeutschland erhalten und kehrte 1949, von der russischen Militärregierung freigegeben, nach Gladbach zurück. Auch das Kirchengebäude überstand den Zweiten Weltkrieg unbeschadet.
Der Betsaal bzw. die spätere Friedenskirche wurde nicht unmittelbar an der Margarethenstraße, sondern nach hinten versetzt erbaut, was für protestantische Kirchen nicht untypisch war. Dieser Umstand ermöglichte es 1985, einen Erweiterungsbau (Gemeindezentrum) vor der Friedenskirche auf einer Höhe mit der Straßenfront zu errichten. Dieser Bau wurde von Architekt Heinz Aretz entworfen und am 21. April 1985 eingeweiht. Allerdings verdeckt er von der Straße aus zu einem großen Teil die Sicht auf die Friedenskirche, die so zu einer Kirche „im Hinterhof“ (B. Limburg) geworden ist. Das Gemeindezentrum beherbergt das evangelische Jugendzentrum „Treibhaus“ und seit 2006 die Ökumenische Altentagesstätte Eicken.

## Name
Der ursprüngliche Name Betsaal sollte an das erste evangelische Kirchengebäude von Gladbach erinnern, das von 1684 bis 1852 bestand. Da es damals den Protestanten nicht erlaubt war, regelrechte Kirchen zu erbauen, durfte dieses erste evangelische Gotteshaus von Gladbach nur „Betsaal“ heißen und musste ohne Glockenturm und außerhalb der Stadtmauern am Fliescherberg erbaut werden.
Außerdem wurde das Gotteshaus in der Margarethenstraße zunächst „Betsaal“ genannt, weil es nach damaligem Verständnis nur eine evangelische Gemeinde von Gladbach gab und ebenso nur eine Kirche, nämlich die am Kapuzinerplatz in der Stadtmitte. 1953 wurde der Betsaal in „Friedenskirche“ umbenannt, während die evangelische Kirche in der Stadtmitte in „Christuskirche“ umbenannt wurde.

## Pfarrorganisation
Die evangelische Gemeinde von Gladbach hatte am Ende des 19. Jahrhunderts drei Pfarrer und ebenso viele Pfarrbezirke. Dabei waren die Pfarrer des II. Pfarrbezirkes die eigentlichen Pfarrer des Betsaals, es predigten aber turnusgemäß auch die anderen Pfarrer der Gemeinde im Betsaal. Nach dem Zweiten Weltkrieg nahm die Zahl der Evangelischen in Mönchengladbach durch den Zuzug von Heimatvertriebenen stark zu. Deshalb entschied die Kirchenleitung, die evangelische Gemeinde von Mönchengladbach offiziell zu teilen. So existieren seit dem 1. Januar 1965 die Christuskirchengemeinde und die Friedenskirchengemeinde von Mönchengladbach.
Zur Friedenskirchengemeinde gehörten anfangs die Pfarrbezirke Eicken, Pesch, Lürrip und Neuwerk; heute ist Lürrip als eigenständiger Bezirk entfallen und gehört nunmehr zum zweiten Pfarrbezirk. 2018 kam Hardt als neuer Pfarrbezirk hinzu. In den anderen Pfarrbezirken außer Eicken (wo die Friedenskirche steht) existieren Gemeindehäuser, in denen auch Gottesdienst gehalten wird (Pesch: Paul-Schneider-Haus; Neuwerk: Karl-Immer-Haus; Hardt: Albert-Schweitzer-Haus; vom Dietrich-Bonhoeffer-Haus in Lürrip musste sich die Gemeinde 2004 aus finanziellen Gründen trennen, heute beherbergt es eine freikirchliche Christengemeinde). Seit 1965 waren die Pfarrer der Friedenskirche: 1965–1967 Bernhard Vosswinckel; 1970–1977 Hans-Uwe Hüllweg; 1980–1985 Elke Müller; 1987–2022 Dirk Sasse.

## Orgel

### Seifert-Orgel

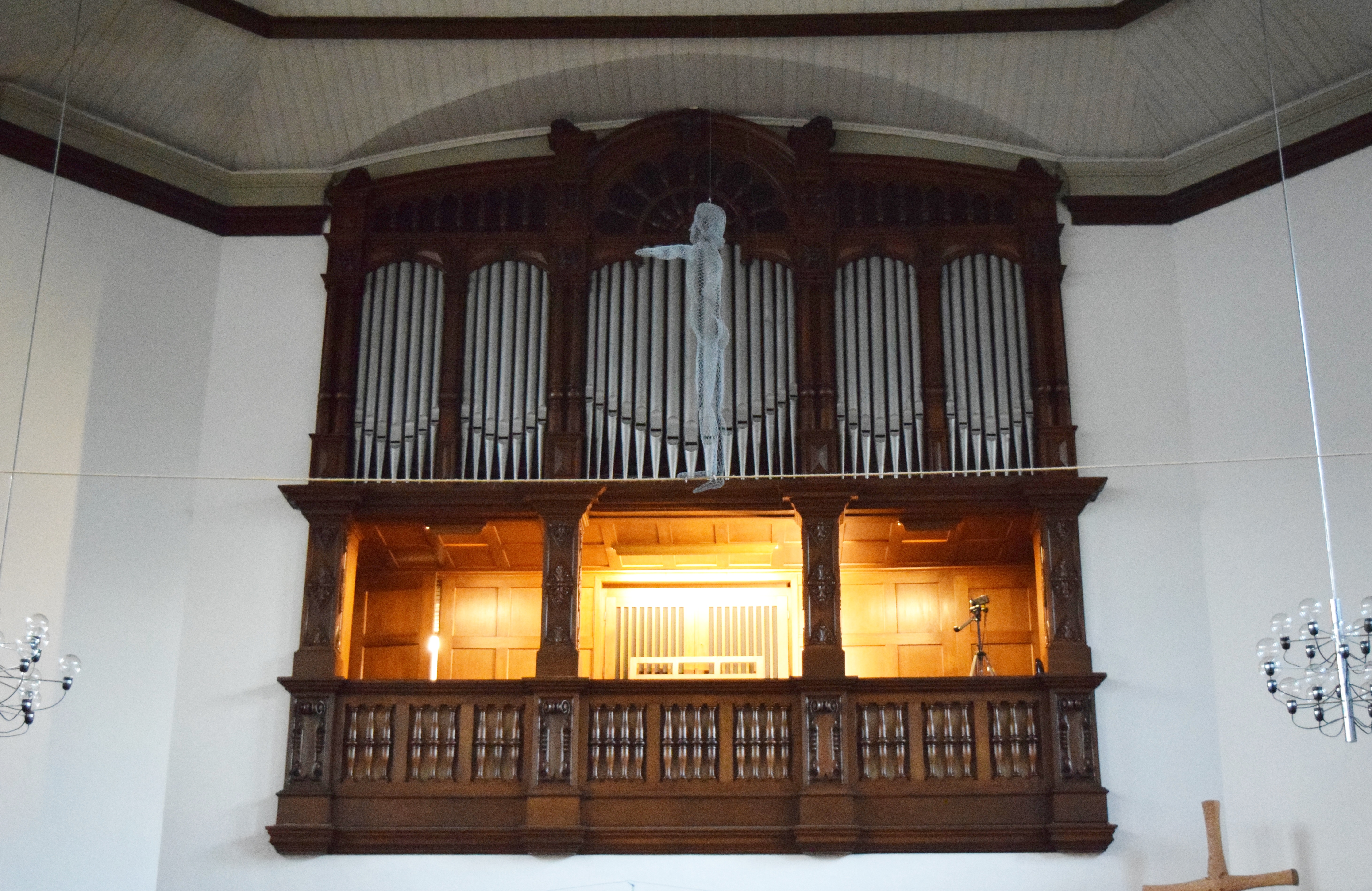
Der Neorenaissance-Prospekt der Seifert-Orgel von 1904. Die Tänzerfigur ist nicht Bestandteil des Prospektes, sondern steht auf einem Seil, das durch den Kirchenraum gespannt ist.

Das erste Instrument war von 1885 bis 1892 ein Harmonium. Mit der Kirchen-Erweiterung von 1892 wurde in der neuen Ostwand der Kirche, hinter bzw. über dem Altar, eine Orgelfassade im Stil der Neorenaissance gebaut, eine künstlerische Seltenheit. Zunächst wurde hier eine Orgel (II/P/16) der Gebrüder Oberlinger (Windesheim) eingebaut (1892), die man schon ein Jahrzehnt später als zu klein empfand. So kam es 1904 zum Orgelbau durch Ernst Seifert (Köln-Mansfeld); einige Register wurden dabei aus der Oberlinger-Orgel übernommen.
Im Zuge der Orgelbewegung reifte der Plan, das Instrument durch Austausch einiger Register aufzuhellen. Albert Schweitzer gab am 6. November 1928 ein Orgelkonzert in der Mönchengladbacher Christuskirche, und als er beim anschließenden Empfang im Haus Erholung von den Orgel-Umbauplänen im Betsaal hörte, verlangte er hingefahren zu werden, spielte auf dieser Orgel und riet von einem Umbau ab („Das Örgelchen lassen Sie mal so, meine Herren!“). Entgegen einem verbreiteten Missverständnis war Albert Schweitzer nämlich kein Befürworter von einseitig neobarock ausgerichteten Orgeln; er schätzte den runden, warmen und feierlichen Ton guter romantischer Orgeln und deren Streicherstimmen. 1931 ließ man dann aber doch neun grundtönige Register durch obertönige austauschen (durch die Orgelbaufirma P. Furtwängler & Hammer).
1968 wurde die Seifert-Orgel stillgelegt, als Firma Hammer auf der gegenüberliegenden Empore eine neobarocke Orgel erbaute. Bis auf die damals ausgeräumte Balganlage blieben aber Pfeifenwerk und Substanz der Seifert-Orgel erhalten. Dadurch war es 2017–2020 möglich, sie durch Orgelbauer Martin Scholz (Mönchengladbach) restaurieren und in ihren Ursprungszustand versetzen zu lassen. Ein 2017 gegründeter Orgelbauverein unterstützt die Friedenskirchengemeinde bei der Finanzierung. 2020 wurde die restaurierte Orgel eingeweiht. Die Disposition lautet:
| I Hauptwerk C–f3 |              |       |     |
| 01.              | Bordun       | 16′   |     |
| 02.              | Principal    | 08′   |     |
| 03.              | Flaut major  | 08′   |     |
| 04.              | Gedeckt      | 08′   |     |
| 05.              | Quintade     | 08′ 0 |     |
| 06.              | Gamba        | 08'   | (S) |
| 07.              | Viola        | 08'   | (S) |
| 08.              | Vox angelica | 08'   | (S) |
| 09.              | Oktav        | 04′   |     |
| 10.              | Rohrflöte    | 04′   | (O) |
| 11.              | Cornett IV   |       | (S) |
| 12.              | Trompete     | 08′   | (O) |

| II Schwellwerk C–f3 |                  |        |     |
| 13.                 | Lieblich Gedeckt | 16′    |     |
| 14.                 | Geigendprincipal | 08′    |     |
| 15.                 | Hohlflöte        | 08′    | (O) |
| 16.                 | Salicional       | 08′    |     |
| 17.                 | Vox coelestis    | 08′    |     |
| 18.                 | Aeoline          | 08′    | (S) |
| 19.                 | Gedeckt          | 08′    | (S) |
| 20.                 | Flöte            | 04′    | (O) |
| 21.                 | Flautino         | 02′    | (S) |
| 22.                 | Sesquialtera II  | 02 ⁄3′ | (S) |

| Pedal C–f1 |         |       |     |
| 23.        | Violon  | 16′   |     |
| 24.        | Subbaß  | 16′   | (O) |
| 25.        | Gedeckt | 16′   | (S) |
| 26.        | Oktav   | 08′   | (O) |
| 27.        | Gedeckt | 08′ 0 |     |
| 28.        | Tuba    | 16′   |     |

- Koppeln: II/I, I/P, II/P

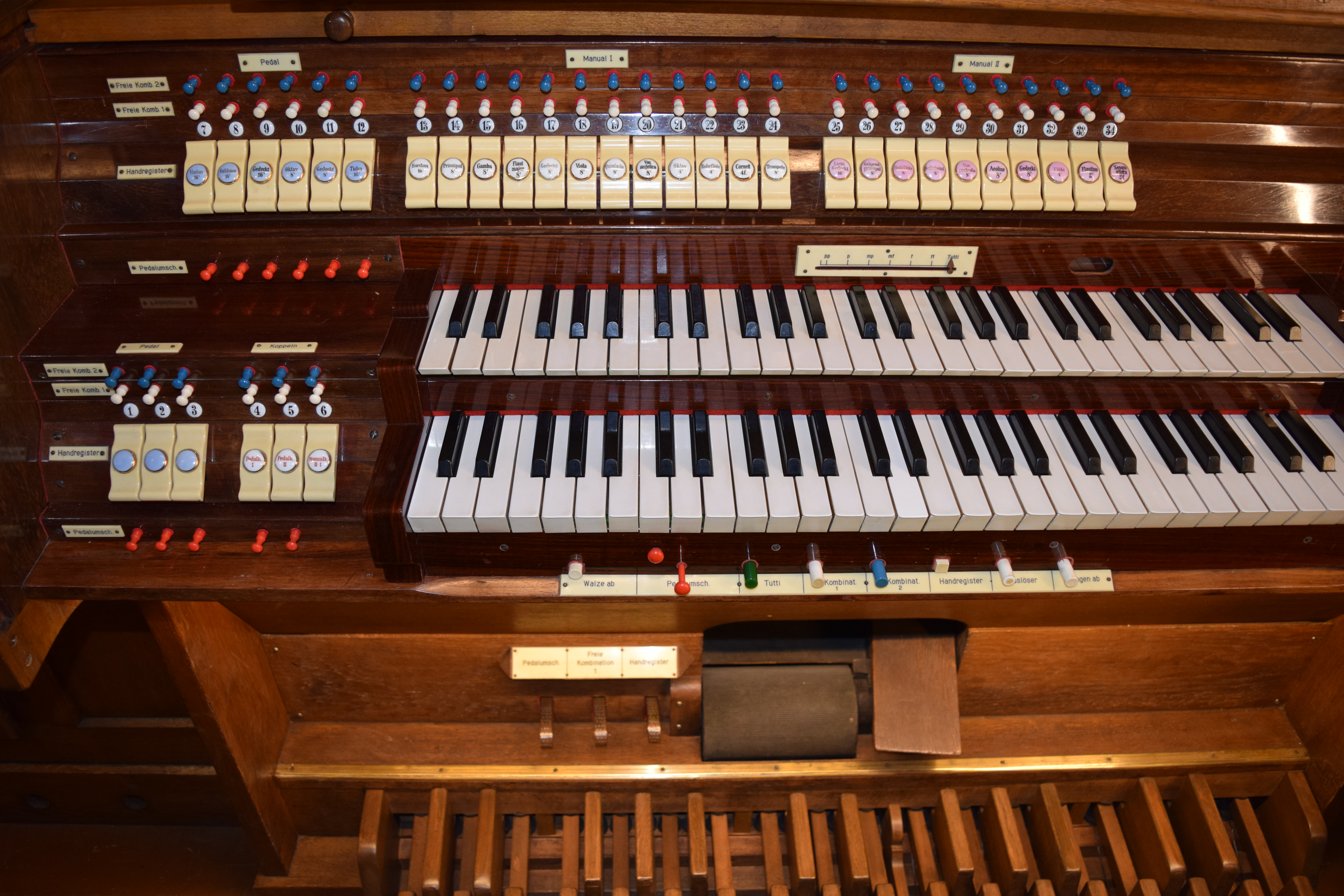
Spieltisch der Seifert-Orgel

- Spielhilfen: 2 freie Kombinationen, Rollschweller, Tutti, Zungen ab
- Traktur: pneumatische Membranladen
- Anmerkungen:

(O) = Register aus der Oberlinger-Orgel von 1892
(S) = von Orgelbau Scholz in den Jahren 2017/20 wiederhergestellte Register aus der ursprünglichen Seifert-Disposition
sämtliche unbezeichneten Register sind originale Seifert-Register von 1904
Hammer nahm 1931 folgende Eingriffe vor: Im Hauptwerk wurden Nr. 6–8 und 11 ersetzt durch Quinte 2 2⁄3′, Waldflöte 2′, Terzflöte 1 3⁄5′und Mixtur IV; im Schwellwerk Nr. 18, 19, 21, 22 ersetzt durch Fugara 4', Octave 2', Terzian II, Quinzimbel III; im Pedal Nr. 25 ersetzt durch Oktave 4'. Orgelbauer Martin Scholz stellte die ursprüngliche Disposition wieder her. Das restaurierte Instrument besitzt mit Vox angelica und Vox coelestis in jedem Manual eine Schwebung (als Kombinationsregister, zu dem noch ein anderes gezogen werden muss).

### Hammer-Orgel
Die Orgelbaufirma Emil Hammer erbaute 1968 eine neue Orgel auf der Westempore gegenüber dem Altar. Die Disposition, aufgestellt vom Orgelbauer und von KMD Lothar Oehm, lautet wie folgt:
| I Hauptwerk C–g3 |              |        |  |
| 1.               | Quintadena   | 16′    |  |
| 2.               | Prinzipal    | 08′    |  |
| 3.               | Rohrflöte    | 08′    |  |
| 4.               | Oktave       | 04′    |  |
| 5.               | Spitzflöte   | 04′    |  |
| 6.               | Nasat        | 02 ⁄3' |  |
| 7.               | Waldflöte    | 02'    |  |
| 8.               | Mixtur IV-VI | 01 ⁄3′ |  |
| 9.               | Trompete     | 08′    |  |

| II Schwellwerk C–g3 |                   |              |  |
| 10.                 | Gedackt           | 08′          |  |
| 11.                 | Prinzipal         | 04′          |  |
| 12.                 | Koppelflöte       | 04′          |  |
| 13.                 | Oktave            | 02′          |  |
| 14.                 | Sifflöte          | 01′          |  |
| 15.                 | Sesquialtera II   | 02 ⁄3′       |  |
| 16.                 | Oberton II        | 01 ⁄7′+ 8⁄9' |  |
| 17.                 | Scharff III-IV    | 0 1⁄2′       |  |
| 18.                 | Holzdulcian       | 16′          |  |
| 19.                 | Trichter-Schalmey | 08′          |  |
|                     | Tremulant         |              |  |

| Pedal C–f1 |           |        |  |
| 20.        | Subbaß    | 16′    |  |
| 21.        | Prinzipal | 08′    |  |
| 22.        | Gedackt   | 08′    |  |
| 23.        | Oktave    | 04′    |  |
| 24.        | Nachthorn | 02′    |  |
| 25.        | Mixtur IV | 02 ⁄3' |  |
| 26.        | Posaune   | 16′    |  |
| 27.        | Trompete  | 08′    |  |
| 28.        | Clarine   | 04′    |  |

- Koppeln: II/I, I/P, II/P

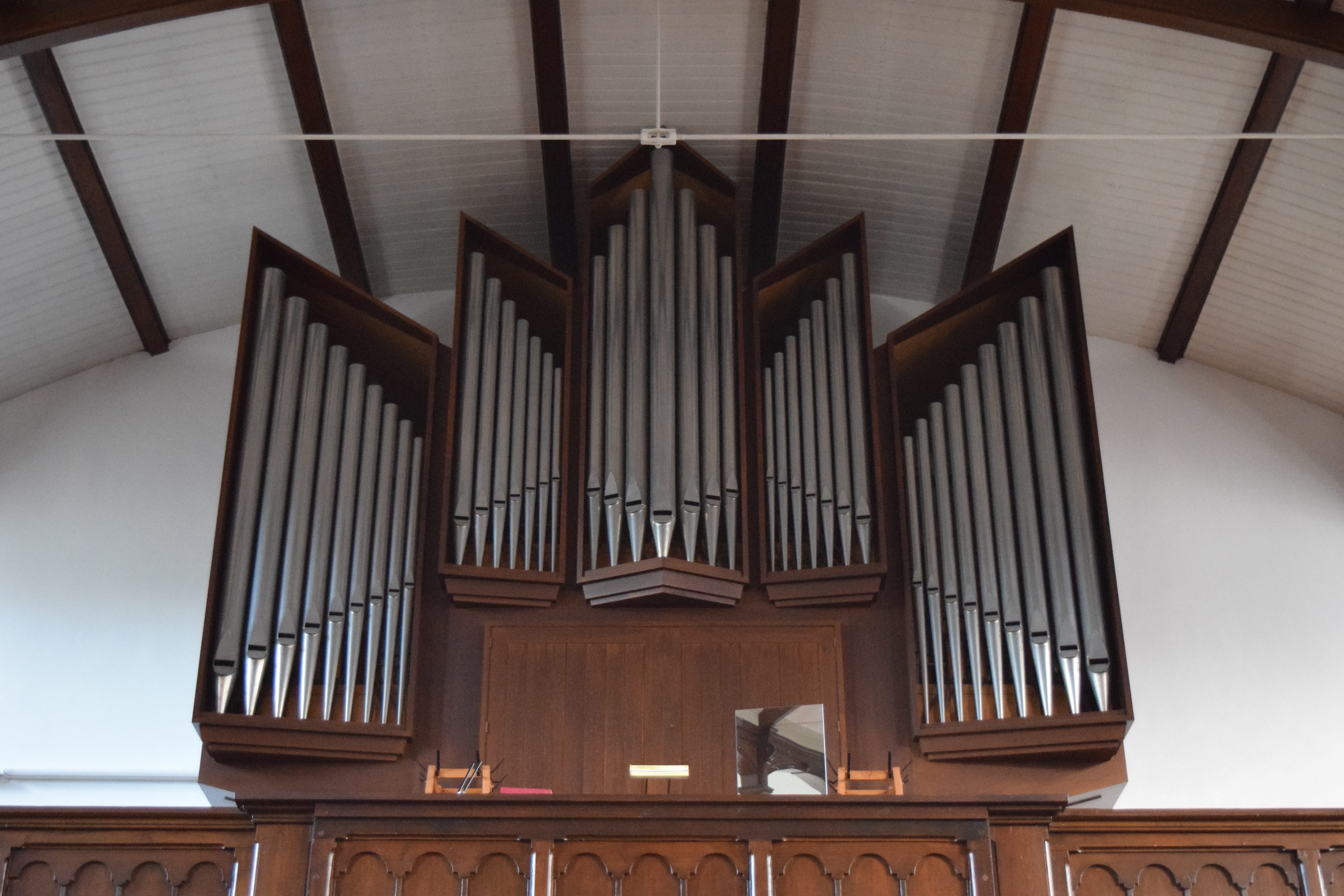
Prospekt der Hammer-Orgel von 1968

- Traktur: mechanische Spieltraktur (Schleifladen), elektrische Registertraktur

## Kirchenkampf und „Schlosserkrieg“
Im „Dritten Reich“ kam es in vielen evangelischen Gemeinden zur Spaltung zwischen den nationalsozialistisch eingestellten Deutschen Christen und der NS-kritischen Bekennenden Kirche. Diese Auseinandersetzung wird auch als Kirchenkampf bezeichnet. Die damaligen evangelischen Pfarrer von Gladbach standen sämtlich und das Presbyterium weit mehrheitlich auf Seiten der Bekennenden Kirche. Unter den Gladbacher Gemeindemitgliedern gab es über 200 Deutsche Christen, welche versuchten, für ihre Zwecke kirchliche Räume zu erhalten. Als Pfarrer luden sie hierfür deutschchristliche evangelische Geistliche aus der Region ein (u. a. Waldniel, Solingen, Oberhausen), da die Gladbacher evangelischen Pfarrer für sie nicht zur Verfügung standen.
Am 31. März 1938 ordnete das Konsistorium (d. h. die oberste Verwaltungsbehörde) der evangelischen Kirche in der Rheinprovinz an, dass der Betsaal (also die spätere Friedenskirche) den Deutschen Christen an bestimmten Sonntagen für ihre Veranstaltungen zu überlassen sei. Das Presbyterium stellte jedoch fest, „daß das Konsistorium durch die Anordnung vom 31. 3. 1938 die Glaubensgrundlage der Kirche verletzt hat.“ Daraufhin kam es zu Ereignissen, die als „Schlosserkrieg“ in die Annalen der evangelischen Gemeinde von Mönchengladbach eingegangen sind:
Für eine Konfirmationsfeier am 3. April 1938 sowie für Gottesdienste am Karfreitag, den 15. April 1938, und am Ostersonntag, den 17. April 1938, ließen sich die Deutschen Christen die Türen des Betsaals durch einen Schlosser öffnen, da das Presbyterium ihnen die Herausgabe des Schlüssels verweigerte. Vor dem Pfingstgottesdienst der Deutschen Christen wurden die Kirchentür und das Tor zur Straße zusätzlich mit neuen, starken Riegeln gesichert, doch ließen die Deutschen Christen auch diese öffnen. Daraufhin fand im Betsaal ein doppelter Pfingstgottesdienst statt, im Kirchenraum der deutschchristliche und im Vorraum hielt Pfarrer Seeger zusammen mit Pfarrer Jarcke einen bekennenden Gottesdienst für die übrige Gemeinde. Außerdem erstattete das Gladbacher Presbyterium nun Strafanzeige gegen den eigenen Konsistorialpräsidenten und weitere Personen wegen Hausfriedensbruch, Gottesdienststörung und Sachbeschädigung (30. Juni 1938). Das Konsistorium reagierte mit der Anordnung einer Kassenprüfung, um dem Gladbacher Presbyterium anzuhängen, dass es Kirchensteuermittel unkorrekt verwenden würde, nämlich zum Widerstand gegen Anordnungen der Kirchenbehörde (Anbringung von Riegeln usw.). Doch blieb das Presbyterium bei seiner Haltung und konnte am 3. Juli 1938 erstmals einen Gottesdienst der Deutschen Christen mit friedlichen Mitteln verhindern, da zwei Polizeibeamte ein Eingreifen zugunsten der Deutschen Christen verweigerten und ein Schlosser überzeugt werden konnte, ohne Öffnung des Tores wieder abzuziehen. Die Deutschen Christen sagten in der Folgezeit zu, nicht mehr mit Gewalt in Kirchenräume einzudringen.

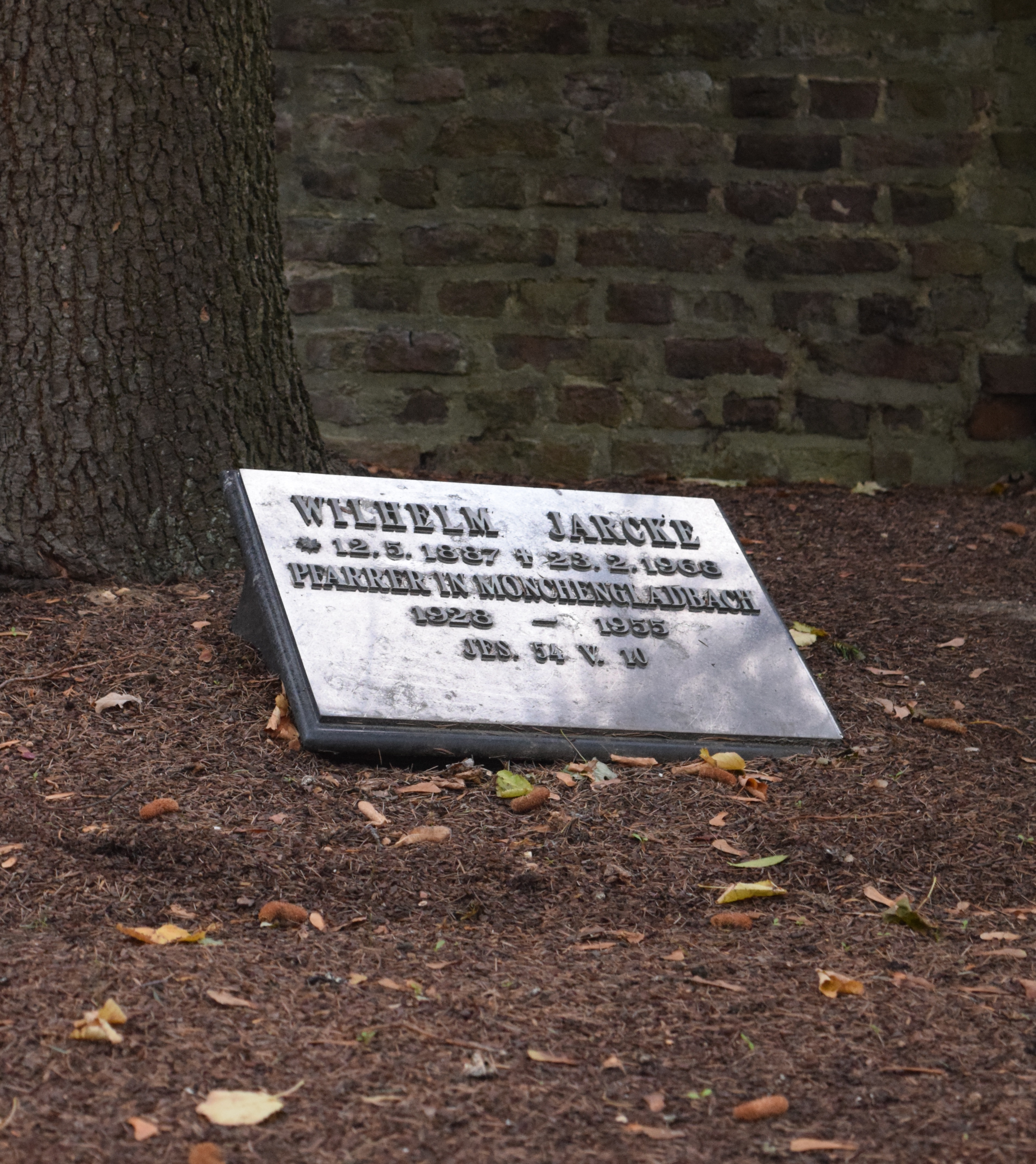
Grabstätte von Pfarrer W. Jarcke auf dem Evangelischen Friedhof am Wasserturm

Gespräche des Presbyteriums mit dem Konsistorium brachten zunächst keine Verständigung. Der beliebte, volkstümliche Gladbacher Bekenntnis-Pfarrer Wilhelm Jarcke (1887–1968) erhielt von Seiten der Deutschen Christen bis zum Sommer 1939 insgesamt 17 Strafanzeigen, um ihn zum Schweigen zu bringen; die letzte wegen Äußerungen, die er auf einer Gemeinderüstwoche der evangelischen Kirche in Süchteln im Februar 1939 gemacht hatte. Der Ausbruch des Zweiten Weltkriegs am 1. September 1939 setzte den Streitigkeiten ein Ende und führte zu einer Art „Burgfrieden“: Die Strafanzeigen gegen Jarcke wurden aufgrund eines Amnestiegesetzes vom 9. September 1939 nicht weiter verfolgt. Ein Antrag des Konsistoriums beim Oberkirchenrat in Berlin vom August 1939, das Gladbacher Presbyterium aufzulösen, wurde zurückgezogen. Außerdem verzichtete das Konsistorium auf weitere Bemühungen, den Betsaal (die spätere Friedenskirche) der deutsch-christlichen Glaubensbewegung zu öffnen, sondern empfahl den Deutschen Christen die Benutzung der Kirche in Waldniel. Wolfinger/Hüttenberger bemerken zum Kirchenkampf in Mönchengladbach insgesamt: Das Presbyterium habe mit seiner kompromisslosen Haltung die nationalsozialistische Weltanschauung abwehren können, allerdings habe es sich um eine interne kirchliche Konfrontation gehandelt, die kein politischer Widerstand im engeren Sinne gewesen sei.